# Amalrico di Nesle
Amalrico di Nesle (... – Palestina, 6 ottobre 1180) è stato un patriarca cattolico francese, originario di Nesle, in Piccardia.
Fu priore del Santo Sepolcro dal 1151, poi patriarca latino di Gerusalemme dal 1158 al 1180.
Morì il 6 ottobre 1180 in Palestina.

## Successione apostolica
La successione apostolica è:
- Arcivescovo Guglielmo di Tiro (1175)